# Baskická hokejová reprezentace
Baskická hokejová reprezentace je národní hokejové mužstvo Autonomního společenství Baskicko. Autonomní společenství Baskicko není členem Mezinárodní federace ledního hokeje ani Mezinárodního olympijského výboru a nemůže se proto účastnit mistrovství světa ani zimních olympijských her (Baskičtí hokejisté mohou na těchto soutěžích startovat pouze za Španělsko).

## Mezistátní utkání Baskicka
27.12.2008  Katalánsko 5:3 Baskicko 
26.12.2009  Baskicko 9:1 Katalánsko 
23.12.2016  Katalánsko 4:3 Baskicko 